# Richard Outten
Richard Outten est un scénariste américain qui travaille pour le cinéma et la télévision.
Après avoir obtenu son diplôme à l'USC School of Cinematic Arts, il a coécrit (avec Chris Columbus), le scénario du film d'animation Little Nemo: Adventures in Slumberland. Ses autres scénarios incluent Lionheart et Simetierre 2. Steven Spielberg l'a chargé de réécrire le scénario de Gremlins 2, la nouvelle génération. Bien qu'il n'ait pas reçu de crédit sur le film, cela l'a conduit à signer un contrat de plusieurs années chez Warner Bros., période au cours de laquelle il a écrit plusieurs scénarios, y compris une suite des Goonies qui ne s'est pas concrétisée.